# Forensic Follies
Forensic Follies es el vigésimo quinto álbum de estudio del guitarrista Buckethead y el sexto lanzado originalmente en gira, primeramente se vendió en mayo de 2009 durante los conciertos de Buckethead, fue anunciado el 26 de mayo y puesto a la venta el 1 de junio de 2009.
El álbum usa la técnica de xenocronía, que consiste en tomar partes de viejas canciones para incorporarlas a una nueva composición musical. Forensic Follies tiene sonidos utilizados en álbumes anteriores, como "Island of Lost Minds", "The Elephant Man's Alarm Clock", " Slaughterhouse on the Prairie" y "Crime Slunk Scene".
Por ejemplo, "Slunk Shrine" usa la pista de batería de la canción "Gigan" del álbum "The Elephant Man's Alarm Clock", "Splinter in a Slunk's Eye" con un sonido similar de batería de  "Korova Binge Bar" del álbum "Island Of Lost Minds", así como "I'll Be Taking Care Of Grampa" también repite partes de "The Cuckoo Parade" del mismo álbum, y "Plunger" toma del álbum "Slaughterhouse on the Prairie" la pista de percusión de "The Stretching Room".

## Lista de canciones
1. Forensic Follies - 3:54
2. A-Cycle Light-Ray Cannons - 6:24
3. Splinter in a Slunk's Eye - 5:34
4. Under Sea Scalp - 2:52
5. Whirlwind - 3:35
6. Plunger - 3:06
7. Trunk of the Tree - 2:02
8. Slunk Shrine - 2:11
9. Open Coffin Jamboree - 3:16
10. (I'll be) Taking Care Of Grandpa - 2:36
11. Three Headed Troll - 2:23
12. Splinter Diissection - 2:12
13. Mannequin Molds - 2:40

## Créditos
- Buckethead - Guitarras
- Dan "Brewer" Monti - Batería y bajo
- Trabajo por Bryan Theiss, Frankenseuss Labs, Seattle
- Producción por Dan "Brewer" Monti & Albert
- Mezclado por Dan "Brewer" Monti